# Metaves
Metaves zijn een clade van vogels voorgesteld door Fain en Houde in 2004.
Hun genetisch onderzoek had als uitkomst dat de Neornithes, de kroongroep die alle huidige vogels omvat, al vroeg (waarschijnlijk in het Krijt) in twee belangrijke aftakkingen gesplitst waren. De een betrof de struisvogels en verwanten (Palaeognathae) en de tweede de Neognathae. Van die laatste tak waren de Galloanserae (eendvogels en hoenders) de eerste afsplitsing. De overige vogels behoren allemaal tot de Neoaves. Het lijkt erop dat de rijke verscheidenheid daarin grotendeels binnen korte tijd ontstaan is. Daarbij wordt dan vooral gedacht aan de tijd van het Paleoceen, vlak na de K-T grens, nadat er een grote uitstervingsgolf had plaatsgevonden die een eind had gemaakt aan de heerschappij van de niet-vliegende dinosauriërs.
Fain en Houde lieten echter zien dat er binnen de Neoaves wellicht toch twee verschillende groepen te onderscheiden zijn, die zij de Metaves (de bij-vogels) en de Coronaves (de kroon-vogels) noemden. Hun Metaves omvatte echter een tamelijk uiteenlopend gezelschap:
- Duiven (Columbiformes)
- Zandhoenders (Pteroclidae)
- Steltrallen (Mesitornithidae)
- Futen (Podicipedidae)
- Flamingo's (Phoenicopteridae)
- Kagoe
- Zonneral
- Nachtzwaluwen, vetvogels en verwanten (Caprimulgiformes)
- Gierzwaluwen en kolibries (Apodiformes)

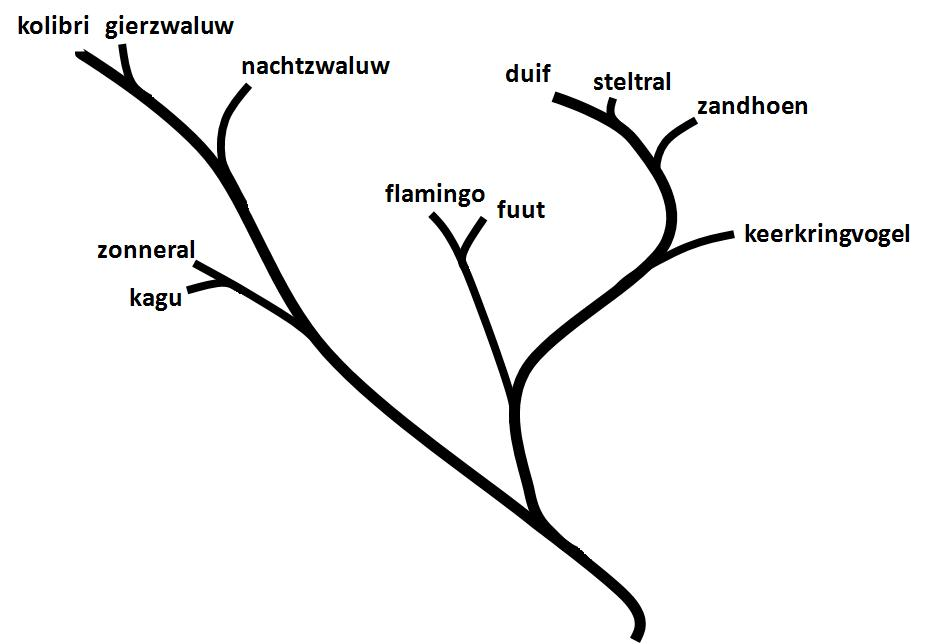
'Metaves'

Alle andere huidige vogels vallen in hun model in de Coronaves.
Indien hun model klopt zou dat kunnen inhouden dat er al voor K-T een tweedeling in de Neoaves had plaatsgevonden. Indien dit niet zo is, dan moet de radiatie van de Neoaves wel erg snel gegaan zijn. De blijkt uit fossielen zoals Waimanu, een vogel die duidelijk tot de pinguïns behoort en daarmee tot een tak van de 'Coronaves' maar die van 60 miljoen jaar geleden stamt. Geologisch gesproken is dit vlak na de K-T-grens.
In het latere en uitgebreidere DNA-onderzoek van Hackett et al. werden de conclusies van Faine en Houde echter maar ten dele bevestigd. Ook deze auteurs presenteren een groep die dezelfde groepen bevat, zij het nog aangevuld met de keerkringvogels, wat de verzameling alleen maar een nog meer 'samengeraapte' indruk geeft. Het ziet er dus wel naar uit dat deze groepen inderdaad los staan van de rest van de vogels, hoezeer zij traditioneel soms ook bij andere groepen ingedeeld zijn
Statistisch is echter de ondersteuning voor hun onderlinge samenhang niet erg sterk. Het ziet ernaar uit dat al deze groepen al een heel lange afzonderlijke geschiedenis gekend hebben. Binnen iedere groep is de verwantschap sterk maar onderling is het moeilijk de verwantschap statistisch hard te maken. Uitzonderingen daarop zijn de verwantschap van de futen met de flamingo's en die van de kagoe met de zonneral.